# Pont Franjo Tuđman (Dubrovnik)
El Pont Franjo Tuđman (en croat Most dr. Franje Tuđmana) és una obra d'enginyeria que uneix la ciutat de Dubrovnik, concretament el barri de Gruž, amb l'altra banda de l'entrant de mar anomenat Rijeka Dubrobačka.
El nom li fou donat en honor del president croat Franjo Tuđman, i es va obrir el 2002.